# Rimantadine
Rimantadine (INN, bán dưới tên thương mại Flumadine) là một đường uống thuốc kháng virus  dùng để điều trị, và trong những trường hợp hiếm ngăn chặn, nhiễm trùng influenzavirus A. Khi dùng trong vòng một đến hai ngày kể từ khi phát triển các triệu chứng, rimantadine có thể rút ngắn thời gian và làm giảm mức độ nghiêm trọng của bệnh cúm. Cả rimantadine và thuốc amantadine tương tự đều là dẫn xuất của adamantane. Rimantadine đã được Cơ quan Quản lý Thực phẩm và Dược phẩm Hoa Kỳ (FDA) phê duyệt năm 1994.
Rimantadine đã được phê duyệt cho sử dụng y tế vào năm 1993. 100% mẫu cúm đại dịch theo mùa H3N2 và 2009 được thử nghiệm cho thấy khả năng kháng rimantadine và không còn được khuyến cáo kê đơn để điều trị cúm.

## Sử dụng y tế
Rimantadine được cho là có tác dụng ức chế sự nhân lên của virut cúm, có thể bằng cách ngăn chặn sự không hợp nhất của lớp vỏ bảo vệ của virut, đó là vỏ bọc và capsid. Các nghiên cứu di truyền cho thấy protein virut M2, một kênh ion được chỉ định bởi gen virion M2, đóng một vai trò quan trọng trong tính nhạy cảm của virut cúm A đối với sự ức chế của rimantadine. Kháng với rimantadine có thể xảy ra do sự thay thế amino acid tại một số vị trí nhất định trong vùng xuyên màng của M2. Điều này ngăn chặn sự ràng buộc của thuốc kháng vi-rút với kênh.
Rimantadine, giống như người anh em họ kháng vi-rút amantadine, có một số đặc tính đối kháng NMDA và được sử dụng như một loại thuốc chống ký sinh trùng (nghĩa là trong điều trị bệnh Parkinson). Tuy nhiên, nói chung, cả rimantadine và amantadine đều không phải là thuốc ưu tiên cho liệu pháp này và sẽ được dành riêng cho các trường hợp bệnh ít đáp ứng với điều trị tiền tuyến.

## Tương tác thuốc
Uống paracetamol (acetaminophen, Tylenol) hoặc axit acetylsalicylic (aspirin) trong khi dùng rimantadine được biết là làm giảm sự hấp thu của rimantadine trong cơ thể khoảng 12%. Cimetidine cũng ảnh hưởng đến sự hấp thu của rimantadine trong cơ thể.

## Tác dụng phụ
Rimantadine có thể tạo ra tác dụng phụ hệ tiêu hóa và hệ thần kinh trung ương. Khoảng 6% bệnh nhân (so với 4% bệnh nhân dùng giả dược) báo cáo tác dụng phụ với liều 200 mg/ngày  Các tác dụng phụ thường gặp bao gồm:
- buồn nôn
- đau dạ dày
- hồi hộp
- mệt mỏi
- chóng mặt
- khó ngủ
- khó tập trung

## Lịch sử
Rimantadine được phát hiện vào năm 1963  và cấp bằng sáng chế vào năm 1965 tại Mỹ bởi William W. Prichard trong Du Pont &amp; Co., Wilmington, Delaware (bằng sáng chế về hợp chất hóa học mới Bằng sáng chế Hoa Kỳ số 3.352.912, 1965 và vào phương pháp đầu tiên của tổng hợp Bằng sáng chế Hoa Kỳ số 3.592.934, 1967). Các phương pháp tổng hợp rimantadine của Prichard từ oxit xeton tương ứng được dựa trên sự khử của nó với hydride nhôm lithium.